# Logis des Landes
Le logis des Landes est une maison située à Loire-Authion (Brain-sur-l'Authion), en France.

## Localisation
La maison est située dans le département français de Maine-et-Loire, sur la commune de Brain-sur-l'Authion.

## Historique
L'édifice est inscrit au titre des monuments historiques en 1984.